# Elophos banghaasi
Elophos banghaasi là một loài bướm đêm trong họ Geometridae.